# خديجة جنكيز
خديجة جنكيز (بالتركية: Hatice Cengiz)‏ (6 نيسان 1982 - ) كاتبة تركية، متخصصة في الشؤون العمانية، لها دراسة ماجستير بعنوان «التعايش المذهبي في عمان بعهد السلطان قابوس»، ذاع اسمها حين أَعْلنت عن اختفاء جمال خاشقجي وذكرَ حينئذٍ في وسائل الإعلام أنّها خطيبته، ثم قالت خديجة إن عقد زواجها بجمال بحضور عائلتها كان يوم 16 سبتمبر/أيلول 2018 قبل مقتله بأسبوعين، وذكرت وسائل إعلام أنها اشتكت إلى الشرطة التركية مطالبةً بالعثور عليه، وذُكر في تغريدة أنّ جمال خاشقجي قد ذكر أنه اجتمع مع خديجة جنكيز في ندوة ثقافية في تركية ولم يذكر أنها خطيبته حينئذٍ.